# 조제프 베르나르

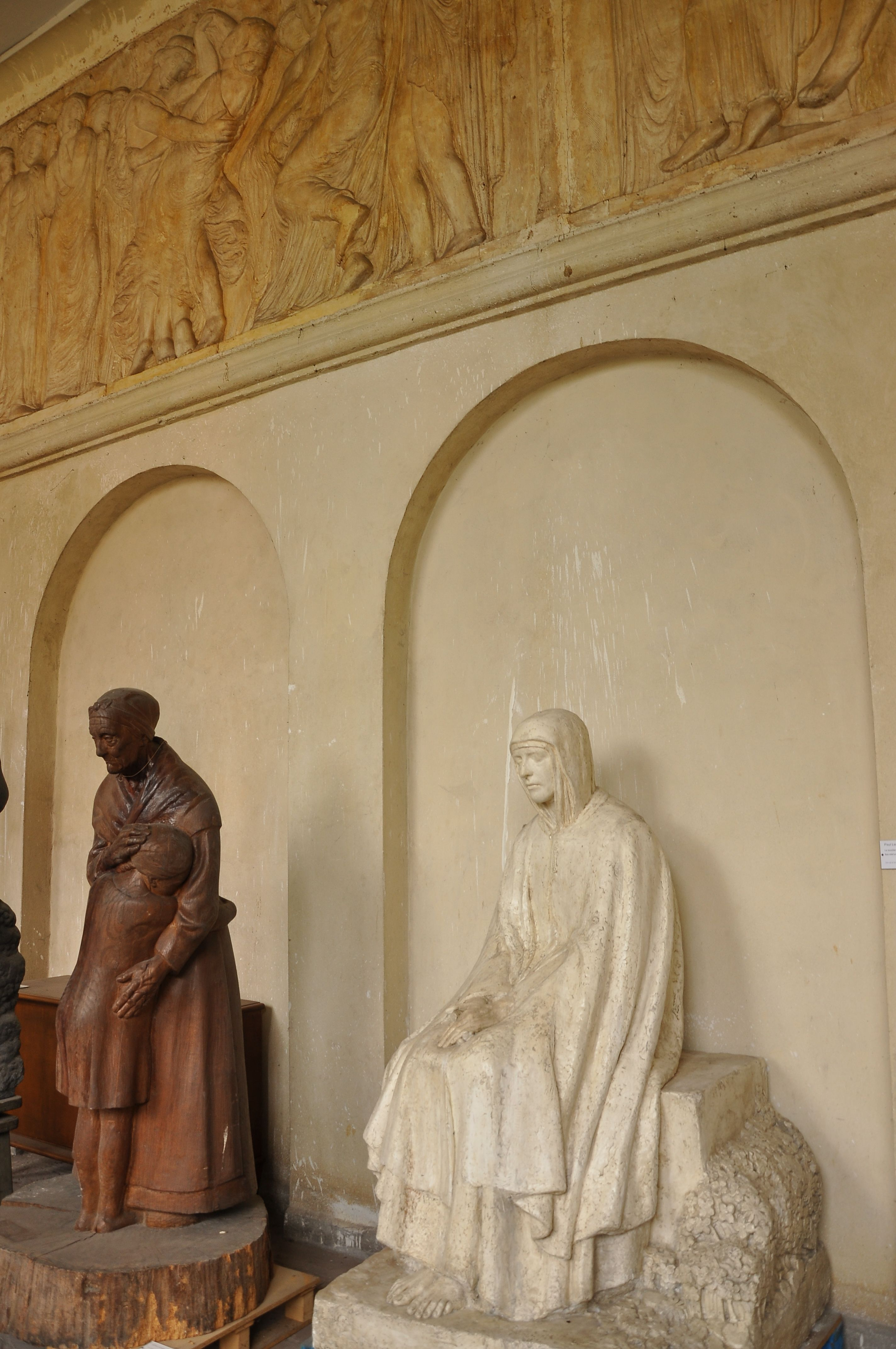

조제프 베르나르(Joseph Bernard, 1866년 ~ 1931년)는 프랑스의 조각가다. 리옹 미술 대학을 졸업하자 파리로 가서 오귀스트 로댕의 제자가 되었다.
독창성이 짙고, 아름답게 조각해 내는 그의 탁월한 솜씨는 장식적인 면에서 크게 호평을 받고 있다. 작품으로 <항아리를 든 소녀> <기도> <푸른 등불> 등이 있다.